# اسپیتاکاشن (هادروت)
اسپیتاکاشن (به ارمنی: Սպիտակշեն) یک منطقهٔ مسکونی در جمهوری آرتساخ است که در استان هادروت واقع شده‌است.